# National Basketball Association 1972/1973
National Basketball Association 1972/1973 var den 27:e säsongen av den amerikanska proffsligan i basket. Säsongen inleddes den 10 oktober 1972 och avslutades den 28 mars 1973 efter 697 seriematcher, vilket gjorde att samtliga 17 lagen spelade 82 matcher var.
Torsdagen den 10 maj 1973 vann New York Knicks sin andra NBA-titel efter att ha besegrat Los Angeles Lakers med 4-1 i matcher i en finalserie i bäst av 7 matcher.
Inför säsongen flyttade Cincinnati Royals sin organisation från Cincinnati, Ohio till Kansas City, Missouri och Omaha, Nebraska och blev Kansas City-Omaha Kings.
Baltimore Bullets spelade sin sista säsong och flyttade sen till Washington, D.C. och blev Capital Bullets.
All Star-matchen spelades den 23 januari 1973 i Chicago Stadium i Chicago, Illinois. Eastern Conference vann matchen över Western Conference med 104-84.
Philadelphia 76ers blev det första laget att förlora över 70 matcher på en säsong när de förlora 73 av 82 matcher. Philadelphias 9 segrar var också det minsta antalet segrar under en säsong sen Providence Steamrollers vann 6 matcher säsongen 1947/1948

## Grundserien
Not: V = Vinster, F = Förluster, PCT = Vinstprocent
- Lag i GRÖN färg till en slutspelsserie.
- Lag i RÖD färg har spelat klart för säsongen.

Eastern Conference
| Pos | Lag                | V  | F  | PCT  |
| --- | ------------------ | -- | -- | ---- |
| 1   | Boston Celtics     | 68 | 14 | .829 |
| 2   | New York Knicks    | 57 | 25 | .695 |
| 3   | Buffalo Braves     | 21 | 61 | .256 |
| 4   | Philadelphia 76ers | 9  | 73 | .110 |

| Pos | Lag                 | V  | F  | PCT  |
| --- | ------------------- | -- | -- | ---- |
| 1   | Baltimore Bullets   | 52 | 30 | .634 |
| 2   | Atlanta Hawks       | 46 | 36 | .561 |
| 3   | Houston Rockets     | 33 | 49 | .402 |
| 4   | Cleveland Cavaliers | 32 | 50 | .390 |

Western Conference
| Pos | Lag                     | V  | F  | PCT  |
| --- | ----------------------- | -- | -- | ---- |
| 1   | Milwaukee Bucks         | 60 | 22 | .732 |
| 2   | Chicago Bulls           | 51 | 31 | .622 |
| 3   | Detroit Pistons         | 40 | 42 | .488 |
| 4   | Kansas City-Omaha Kings | 36 | 46 | .439 |

| Pos | Lag                    | V  | F  | PCT  |
| --- | ---------------------- | -- | -- | ---- |
| 1   | Los Angeles Lakers     | 60 | 22 | .732 |
| 2   | Golden State Warriors  | 47 | 35 | .573 |
| 3   | Phoenix Suns           | 38 | 44 | .463 |
| 4   | Seattle SuperSonics    | 26 | 56 | .317 |
| 5   | Portland Trail Blazers | 21 | 61 | .256 |

## Slutspelet
De två bästa lagen i de fyra olika division gick till slutspelet. I kvartsfinalserierna (konferenssemifinal) mötte divisionsvinnaren i Atlantic tvåan i Central och vinnaren i Central mötte tvåan i Atlantic. Vinnaren i Pacific mötte tvåan i Midwest och vinnaren i Midwest mötte tvåan i Pacific. De vinnande kvartsfinallagen mötte det andra vinnande laget från sin konferens i semifinalserier (konferensfinal). Alla slutspelsserier avgjordes i bäst av 7 matcher.
|  | Konferenssemifinaler | Konferenssemifinaler | Konferenssemifinaler |             |   | Konferensfinaler | Konferensfinaler | Konferensfinaler |  |  | NBA-final | NBA-final   | NBA-final |
|  |                      |                      |                      |             |   |                  |                  |                  |  |  |           |             |           |
|  | 1                    | Milwaukee            | 2                    |             |   |                  |                  |                  |  |  |           |             |           |
|  | 4                    | Golden State         | 4                    |             |   |                  |                  |                  |  |  |           |             |           |
|  | 4                    | Golden State         | 4                    |             | 4 | Golden State     | 1                |                  |  |  |           |             |           |
|  | Western Conference   |                      |                      |             | 4 | Golden State     | 1                |                  |  |  |           |             |           |
|  |                      |                      | 2                    | L.A. Lakers | 4 |                  |                  |                  |  |  |           |             |           |
|  | 3                    | Chicago              | 2                    | L.A. Lakers | 4 | 3                |                  |                  |  |  |           |             |           |
|  | 3                    | Chicago              |                      |             |   | 3                |                  |                  |  |  |           |             |           |
|  | 2                    | L.A. Lakers          | 4                    |             |   |                  |                  |                  |  |  |           |             |           |
|  |                      |                      |                      |             |   |                  |                  |                  |  |  | 2         | L.A. Lakers | 1         |
|  |                      |                      | 2                    | New York    | 4 |                  |                  |                  |  |  |           |             |           |
|  | 1                    | Boston               | 4                    |             |   |                  |                  |                  |  |  |           |             |           |
|  | 4                    | Atlanta              | 2                    |             |   |                  |                  |                  |  |  |           |             |           |
|  | 4                    | Atlanta              | 2                    |             | 1 | Boston           | 3                |                  |  |  |           |             |           |
|  | Eastern Conference   |                      |                      |             | 1 | Boston           | 3                |                  |  |  |           |             |           |
|  |                      |                      | 2                    | New York    | 4 |                  |                  |                  |  |  |           |             |           |
|  | 3                    | Baltimore            | 2                    | New York    | 4 | 1                |                  |                  |  |  |           |             |           |
|  | 3                    | Baltimore            |                      |             |   | 1                |                  |                  |  |  |           |             |           |
|  | 2                    | New York             | 4                    |             |   |                  |                  |                  |  |  |           |             |           |

### NBA-final
Los Angeles Lakers mot New York Knicks
| Match   | Datum  | Hemmalag    | Bortalag    | Resultat  |
| ------- | ------ | ----------- | ----------- | --------- |
| Match 1 | 1 maj  | Los Angeles | New York    | 115 - 112 |
| Match 2 | 3 maj  | Los Angeles | New York    | 95 - 99   |
| Match 3 | 6 maj  | New York    | Los Angeles | 87 - 83   |
| Match 4 | 8 maj  | New York    | Los Angeles | 103 - 98  |
| Match 5 | 10 maj | Los Angeles | New York    | 93 - 102  |

New York Knicks vann finalserien med 4-1 i matcher